# 봉화로 (시흥시)
봉화로(Bonghwa-ro)는 경기도 시흥시 정왕동에서 거모동까지 이르는 시흥시도로, 총 연장은 4.244 km이다.

## 유래
봉우재 뒤쪽으로 정왕산이 있었으며 이 산에는 조선 시대에 군사적 요충지로 1759년부터 1894년까지 봉화대(烽火臺)가 있었던 것에서 유래되었다.

## 역사
- 2004년 12월 27일 : 시흥시 정왕동 ~ 거모동 3.64km 구간 신설 개통[1]
- 2009년 11월 24일 : 도로명으로 봉화로를 고시

## 주요 경유지
- 시흥시
  - 정왕4동 - 정왕본동 - 죽율동 - 거모동

## 접촉하는 도로
- 서해안로
- 역전로
- 마유로
- 마전로
- 죽율로
- 군자로

## 주요 건물 및 시설
- 동원아파트 (봉화로 18/정왕동 1878-5)
- 경기도 검도회관 (봉화로 23/정왕동 1774-2)
- 한국철도공사 시흥차량사업소 (봉화로 55/월곶동 800-1)
- 대경유업 대경주유소 (봉화로 166/정왕동 191-4)
- 재영정밀 (봉화로 239-31/정왕동 213-13)
- 지성 (봉화로 239-45/정왕동 212-3)
- 죽율동 지식산업센터 (봉화로 314/죽율동 38-7)
- 시화제일교회 (봉화로 321-1/죽율동 10)
- 부자식품 (봉화로 321-2/죽율동 9-2)
- 죽율1통경로당 (봉화로 321-5/죽율동 9-4)
- SK대주주유소 (봉화로 325/죽율동 8-1)
- 한걸산업 (봉화로 341/죽율동 49-2)